# 卡索塔 (明尼蘇達州)
卡索塔（英語：Kasota）是一個位於美國明尼蘇達州勒蘇爾縣的城市。

## 人口
根據2020年美國人口普查的數據，卡索塔的面積為3.32平方千米，當中陸地面積為3.22平方千米，而水域面積為0.10平方千米。當地共有人口714人，而人口密度為每平方千米215人。